# Ваграм (станция метро)
Ваграм (фр. Wagram) — станция линии 3 Парижского метрополитена, расположенная в XVII округе Парижа. Названа по одноимённой авеню, пересекающей авеню де Вилье западнее станции, получившей своё имя в память о Ваграмской битве, в которой Наполеон Бонапарт разгромил войска Карла Тешенского. 

## История
- Станция открылась 23 мая 1910 года в составе пускового участка Вилье — Перейр.
- Пассажиропоток по станции по входу в 2011 году, по данным RATP, составил 2 575 735 человек[2]. В 2013 году этот показатель вырос до 2 617 716 пассажиров (210 место по уровню входного пассажиропотока в Парижском метро)[3].

## Галерея
- Вывеска с названием станции
- Состав MF 67 на станции
- Лестничный сход, оформленный в стиле Эктора Гимара